# Aeroportul Bonito
Aeroportul Bonito (IATA: BYO, ICAO: SBDB) este un aeroport din Mato Grosso do Sul, Brazilia ce deservește zona Bonito. Aeroportul a fost tranzitat în 2022 de 50.656 de pasageri. A fost numit după zona deservită.
Situat la o altitudine de 334 m, aeroportul dispune de 1 pistă.

## Infrastructură

### Piste
Aeroportul dispune de o singură pistă. Pista 18/36 are suprafața de asfalt și dimensiunile 2.000 m × 30 m. 